# Hegarmukti
Hegarmukti is een bestuurslaag in het regentschap Bekasi van de provincie West-Java, Indonesië. Hegarmukti telt 10.219 inwoners (volkstelling 2010).